# Навасардов, Андро Георгиевич
Андро Георгиевич Навасардов (16 сентября 1915, Тбилиси — 1999) — советский боксёр спортивного общества «Динамо», тяжеловес, чемпион СССР 1944 года, заслуженный мастер спорта СССР (1948). Судья всесоюзной категории (1956).

## Биография
Начал заниматься боксом в 16-летнем возрасте и в 1936 году впервые завоевал титул чемпиона Грузии в тяжёлом весе.
Выступая в 1937 году в тяжёлом весе на чемпионате СССР, он вышел в финал и завоевал серебряную медаль. Позже он ещё четыре раза становился серебряным призёром чемпионатов СССР (1938, 1939, 1946, 1947) и дважды — бронзовым призёром (1940, 1948). На Чемпионате СССР 1944 года выиграл золотую медаль, победив в финале Николая Королёва. Дважды становился серебряным призёром Абсолютных чемпионатов СССР (1943, 1945). С 1936 года по 1951 год был бессменным чемпионом Грузии в тяжёлом весе. 14 лет входил в тройку сильнейших боксёров тяжеловесов СССР. В 125 боях одержал 105 побед.
В 1936 году и в 1945 году вместе со сборной командой Грузии, капитаном которой был бессменно, завоевал титул победителей командного первенства СССР. Его постоянным тренером был заслуженный мастер спорта СССР Александр Александрович Гольдштейн.
Закончив спортивную карьеру в 50-х годах XX века, перешёл на тренерскую работу и внёс огромный вклад в развитие бокса в Грузии.